# La madre della sposa
La madre della sposa (Mother of the Bride) è un film del 2024 diretto da Mark Waters.

## Trama
Lana è sbalordita per una notizia incredibile: la figlia Emma, che vive a Londra con il fidanzato RJ, si sposerà nel giro di un mese in un magnifico resort dell'azienda per cui lavora in Thailandia. Presto subirà un altro shock: scopre che il padre dello sposo è l'uomo che anni prima le aveva spezzato il cuore.

## Promozione
Il primo trailer è stato diffuso il 4 aprile 2024.

## Distribuzione
Il film è stato distribuito sulla piattaforma Netflix il 9 maggio 2024.